# Pilea pachycarpa
Pilea pachycarpa är en nässelväxtart som beskrevs av Hugh Algernon Weddell. Pilea pachycarpa ingår i släktet pileor, och familjen nässelväxter. Inga underarter finns listade i Catalogue of Life.